# Jardines del Marquesado de la Quinta Roja
Jardines del Marquesado de la Quinta Roja oder auch Jardin Victoria ist der Name einer im Jahr 1881 erstmals angelegten Parkanlage im historischen Stadtgebiet von La Orotava auf Teneriffa.

## Geschichte des Parks

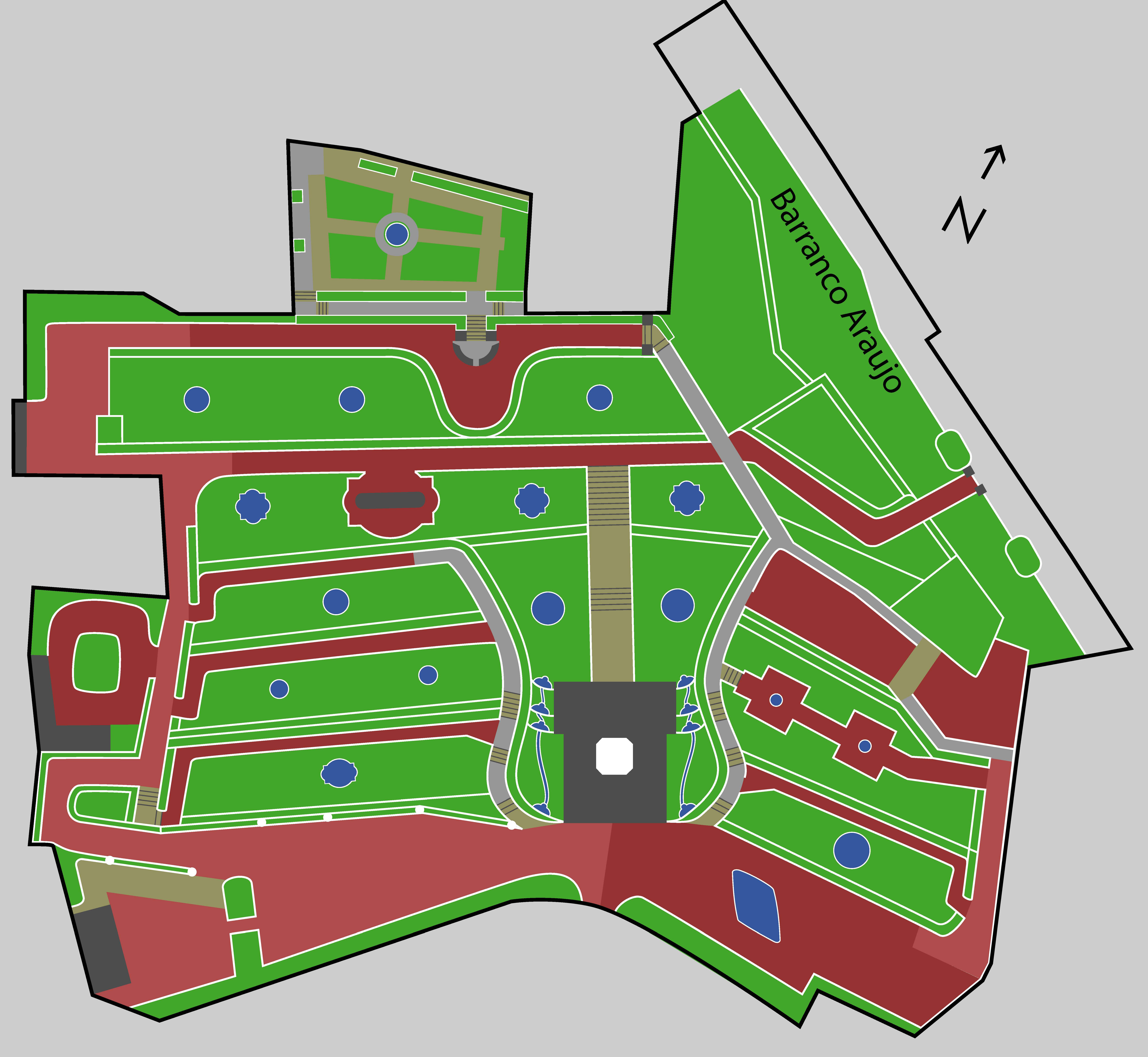
Heutiger Plan des Parks

Am 5. April 1880 starb Diego Ponte del Castillo, 8. Marqués de la Quinta Roja, auf einem seiner Güter nahe der Stadt Garachico im Norden der Insel Teneriffa im Alter von 39 Jahren. Seine Leiche wurde noch am gleichen Tag nach La Orotava überführt, um sie dort in der Familiengruft auf dem städtischen Friedhof mit einer angemessenen Zeremonie beizusetzen. Diese angemessene Zeremonie und die Bestattung im Familiengrab wurden allerdings von dem örtlichen Pfarrer verweigert, so dass der Leichnam ohne jegliche Feierlichkeit neben der Familiengruft vergraben wurde. Die zu erwartende Weigerung ihn christlich zu bestatten war dem Verstorbenen bereits zu Lebzeiten bekannt. Die Weigerung wurde damit begründet, dass Diego Ponte del Castillo eines der führenden Mitglieder der Freimaurerloge La Orotavas war. 
Dieses Verhalten der katholischen Kirche veranlasste die Mutter des Marqués, Sebastiana del Castillo y Manrique de Lara, zu seinem Gedenken und als Anklage gegen die Intoleranz der Kirche, ein Mausoleum errichten zu lassen, um dort den Leichnam ihres Sohnes, den ihres verstorbenen Mannes und ihren eigenen Leichnam bestatten zu lassen, sobald es die Gesetzeslage zuließe. Bestattungen außerhalb der öffentlichen Friedhöfe waren seit 1847 in Spanien verboten. Als Ort für eine solche Gedenkstätte bot sich der Garten eines der Stadthäuser der Familie in La Orotava an. Das Haus befand sich in der Calle San Agustín direkt an dem heute „Plaza de la Constitución“ genannten Platz. Das Gelände, das sich hinter dem Gebäude befand, wurde nur teilweise als Obst und Gemüsegarten genutzt. Sebastiana del Castillo beauftragte den in Lyon lebenden französischen Architekten Adolphe Coquet (1841–1907) mit dem Entwurf und dem Bau eines repräsentativen Monumentes. 

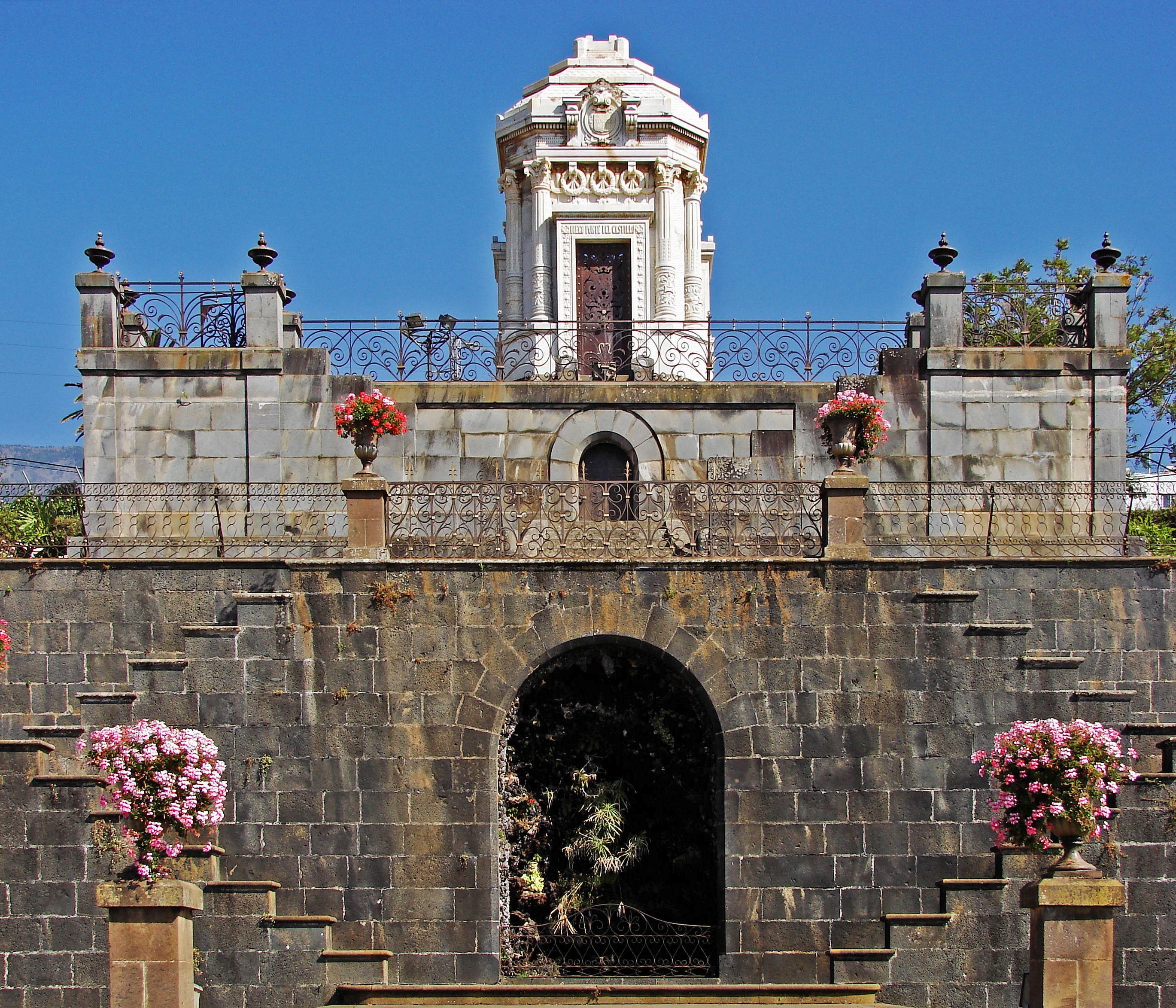
Mausoleum mit Fundament und Grotte

Coquet war ein mit vielen Ehren und Titeln geschmückter Stararchitekt der mit dem Verstorbenen persönlich bekannt gewesen war. Der Architekt erstellte das Gebäude in Lyon aus dort gewonnenem, weißem Marmor, ließ die Einzelteile verpacken und überwachte den Aufbau in La Orotava im Frühjahr 1882 persönlich, nachdem der Unterbau nach seinen Plänen bereits vorher errichtet worden war. Auch die Grotte unterhalb des Mausoleums geht auf Entwürfe Coquets zurück. Darauf, dass er auch an der Planung des Gartens oder gar an der Pflanzenauswahl beteiligt war, gibt es keinerlei Hinweise. In dem Gebäude wurden drei Gemälde des ortsansässigen Künstlers Manuel González Méndez angebracht deren Verbleib unbekannt ist.
Im Jahr 1888 fand in dem Park eine viel beachtete Gartenbauausstellung statt, in deren Verlauf viele prominente Persönlichkeiten der Kanarischen Inseln den Park besuchten. Sie alle nahmen die Vorwürfe wegen des Verhaltens der Kirche im Fall der Beerdigung des Marqués, die auf einer Gedenktafel an dem Mausoleum erhoben werden, zur Kenntnis. (Nach 1936 wurden zwei Zeilen und eine halbe, die sich gegen die Katholische Kirche richten, aus der Tafel herausgemeißelt.)
Nach dem Tod der Initiatorin der Gartenanlage im Jahr 1904 wurde das Wohngebäude umgestaltet und ab 1907 als Hotel genutzt. Das Hotel war nach der Britischen Königin bzw. ihrer Enkelin, der Spanischen Königin Victoria Eugenia, benannt. Aus dieser Zeit stammt der heute immer noch übliche Name der Anlage, Jardín Victoria. Die meist sehr wohlhabenden ausländischen Gäste des Hotels hielten sich in erster Linie aus gesundheitlichen Gründen auf Teneriffa auf. Der Garten übernahm die Aufgabe eines Kurparks. Als infolge des Bürgerkriegs die Gäste ausblieben, wurde das Hotel 1938 geschlossen und der Park als Gemüsegarten und Kartoffelacker genutzt. Im Rahmen einer Erbteilung wurden der östliche Teil des Hauses und der daran angrenzende Teil der untersten Terrasse von dem restlichen Haus und Park getrennt. Im Jahr 1961 kaufte die „Sociedad Cultural Liceo Taoro“, eine Vereinigung zur Pflege der Kultur und des Brauchtums, den westlichen, größeren Teil des Gebäudes. Der Park wurde weiterhin landwirtschaftlich genutzt. 1975 verlegte die „Sociedad Cultural Liceo Taoro“ ihren Sitz in das Gebäude, das östlich des Barranco Araujo an den Park angrenzt. Im August 1982 beschloss der Rat der Stadt La Orotava einstimmig das Gebäude zu kaufen, um dort eine Altentagesstätte einzurichten. Im Jahr 1990 wurde dann auch das Gelände des Parks von der Stadt gekauft. Die Wiederherstellung eines an das ehemalige Aussehen angenäherten Zustandes dauerte mehr als acht Jahre. Am 16. Mai 1999 wurde der Park der Öffentlichkeit übergeben. Im Jahr 2003 kündigte die Regierung der Kanarischen Inseln an, den Park als Bien de Interés Cultural in der Kategorie Historischer Garten unter Denkmalschutz zu stellen. Die Frage, ob die Symbole, die einige Historiker an dem Mausoleum sowie im Park selbst erkannt haben wollen, typisch für das Gedankengut der Freimaurerbewegung sind, führte zu einer Diskussion, die offenbar noch nicht abgeschlossen ist.

## Das Mausoleum

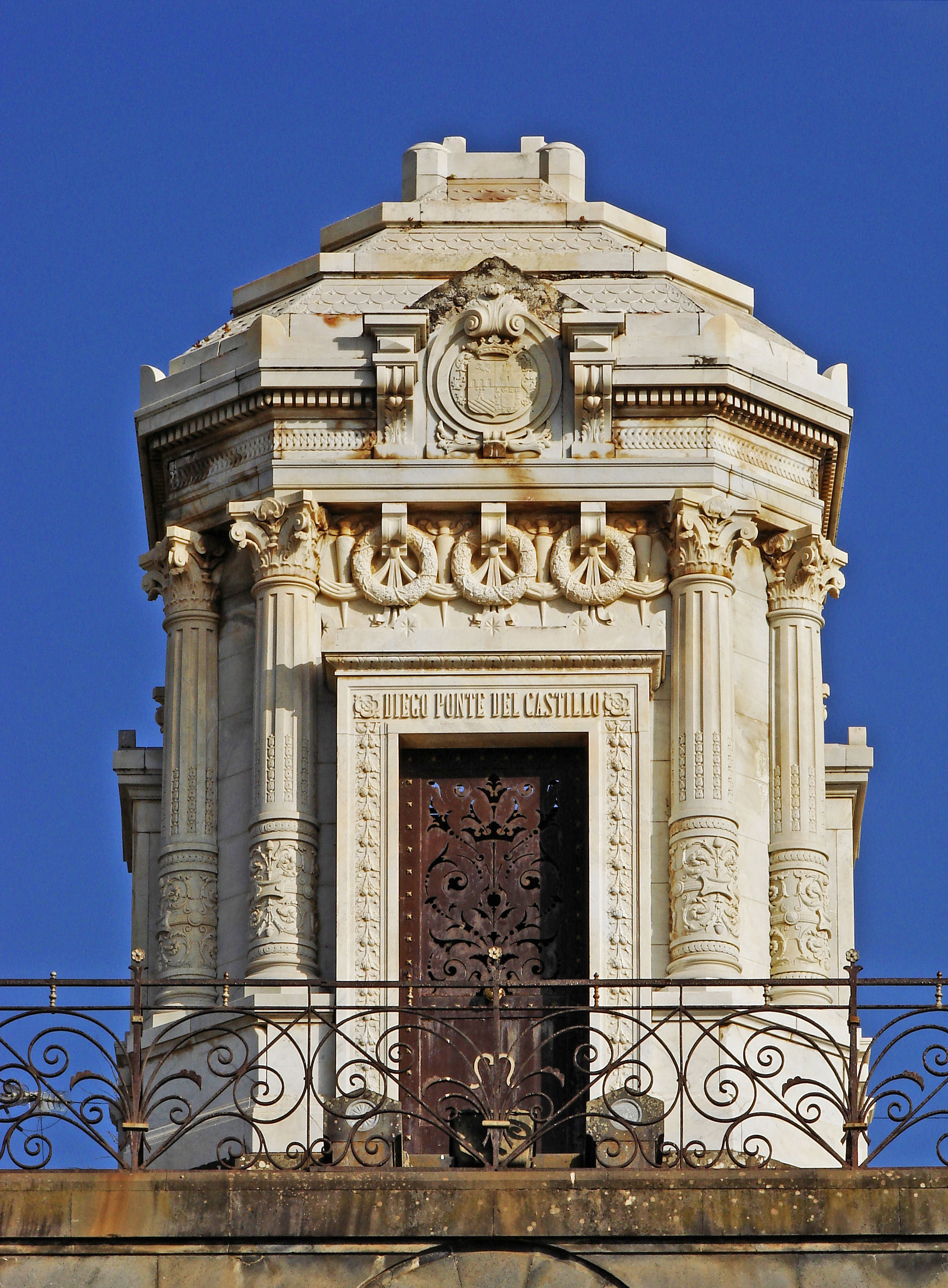
Mausoleum von Norden

Das von Adolphe Coquet gestaltete Mausoleum aus weißem Marmor, hat eine quadratische Grundfläche von etwa 3,75 Metern Seitenlänge. Die abgeschrägten Ecken werden von jeweils zwei Säulen geschmückt. An drei Seiten sind Nischen vorhanden, die für die Aufnahme von Porträtbüsten vorgesehen waren. Die Nische der Südseite enthält eine Tafel mit einer Inschrift. Auf der Nordseite befindet sich eine Metalltür. Sie ist mit einem Lebensbaum und einer Markgrafenkrone sowie dem Buchstaben Omega verziert. Auf dem Türsturz ist der Name Diego Ponte del Castillo angebracht. Darüber sieht man drei Kränze und fünf Amphoren. Darüber erscheint das Wappen des 8. Marqués de la Quinta Roja. Das pyramidenförmige Dach endete früher in einer Laterne, auf der sich ein Keltisches Kreuz befand.

## Die Parkanlage

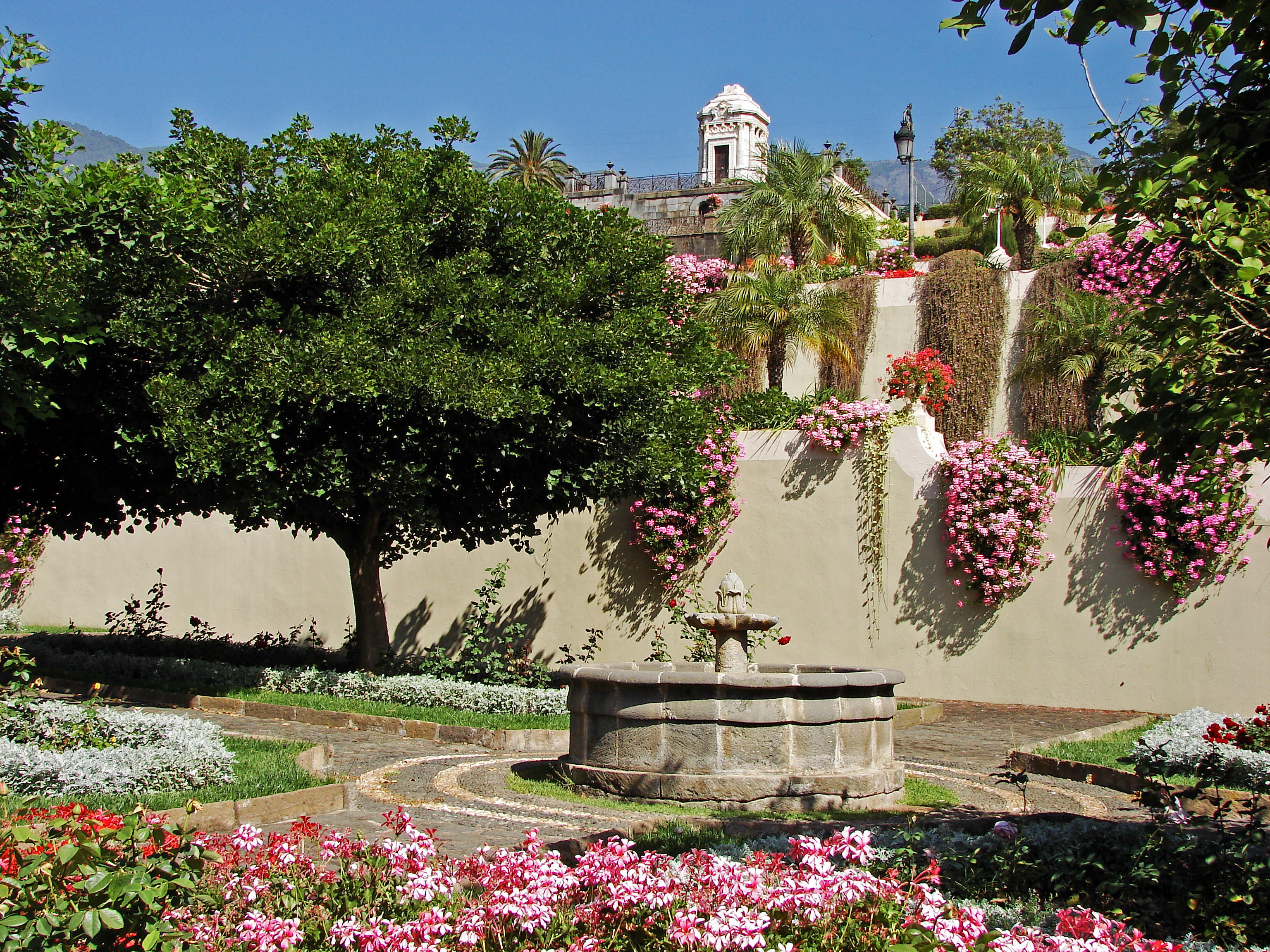
Blick von der untersten Ebene

Die heutige Parkanlage unterscheidet sich in ihrem Grundriss nur wenig von der ursprünglichen Anlage. Lediglich an den Rändern ergeben sich Veränderungen u. a. durch Einbeziehung des Barranco Araujo und durch die Abtrennung eines Teils der untersten Ebene als Privatgarten des östlichen Gebäudeteils. 
Der Höhenunterschied zwischen der untersten und der obersten Ebene des Gartens beträgt mehr als 20 Meter. Die unterste Ebene liegt auf der Höhe des Hinterausgangs des Wohnhauses. Auf dieser Ebene befindet sich ein Brunnen, in dessen Mitte eine stilisierte Lotosblüte dargestellt ist. Beim Aufgang auf die zweite Ebene stößt man auf zwei segmentförmig angeordnete Steinbänke, denen eine symbolische Bedeutung zugemessen wird. Die Hauptachse des Gartens wird durch das Mausoleum an dem höchsten Punkt und die breite Treppe, die auf das Gebäude zuläuft, gebildet. Rechts und links dieser Treppe befinden sich die einzigen Flächen des Parks, die Gefälle aufweisen. Die Treppe beginnt auf der dritten Ebene. Auf dieser Ebene befindet sich auch der Eingang des Gartens von Westen her, der früher durch ein aus England stammendes Tor geschlossen war. Dieses Tor ist heute innerhalb der Gartenanlage aufgestellt. Auf der Ostseite dieser Ebene befindet sich der neu geschaffene Ausgang, der über eine Brücke auf einen Weg zur Plaza de la Constitución führt. 

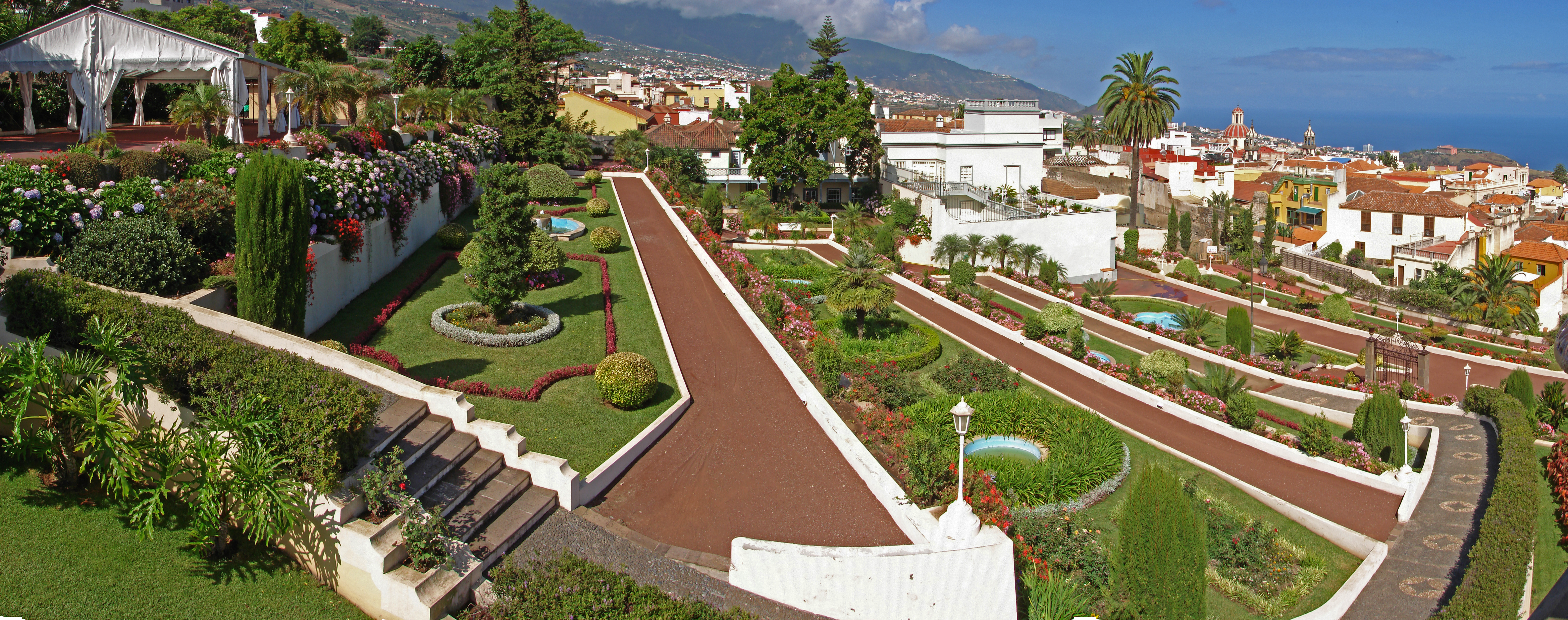
Blick auf die westlichen Terrassen

Östlich und westlich der Treppenachse befinden sich jeweils drei bepflanzte Ebenen. Auf der obersten Ebene südwestlich des Mausoleums befindet sich auf dem Platz eine Zeltkonstruktion, in der gelegentlich Veranstaltungen stattfinden. Die Grundgestaltung der meisten Ebenen ist gleich: Ein Weg, der in Ost-West-Richtung verläuft, wird von der tiefer gelegenen Ebene durch eine Doppelmauer, die eine Art Blumenkasten bildet, abgeteilt. Auf einer Rasenfläche befinden sich ein oder zwei Springbrunnen und einzelne in Form geschnittene Bäume. Die einzelnen symmetrisch angeordneten Elemente werden von roten, grauen oder grün-weißen Ornamentpflanzen eingefasst. Von der Mauer der höheren Ebene hängen verschiedene, meist rot blühende Pflanzen herunter. Aufgrund der klimatischen Verhältnisse in La Orotava ist das ganze Jahr über für die unterschiedlichen Pflanzen Blütezeit. Einige der Wege, die in Nord-Süd-Richtung, also bergauf oder bergab, verlaufen, sind mit Kieselsteinen gepflastert, die teilweise Muster bilden, denen auch symbolische Bedeutung zugemessen wird. Diese Wege sind auf der einen Seite durch eine Art Blumenkästen begrenzt. Auf der anderen Seite befindet sich jeweils eine breite Mauer, auf der weiß gestrichene Blumentöpfe stehen.